# Arslanşah, Şebinkarahisar
Arslanşah là một xã thuộc huyện Şebinkarahisar, tỉnh Giresun, Thổ Nhĩ Kỳ. Dân số thời điểm năm 2011 là 276 người.